# Pochybek severní

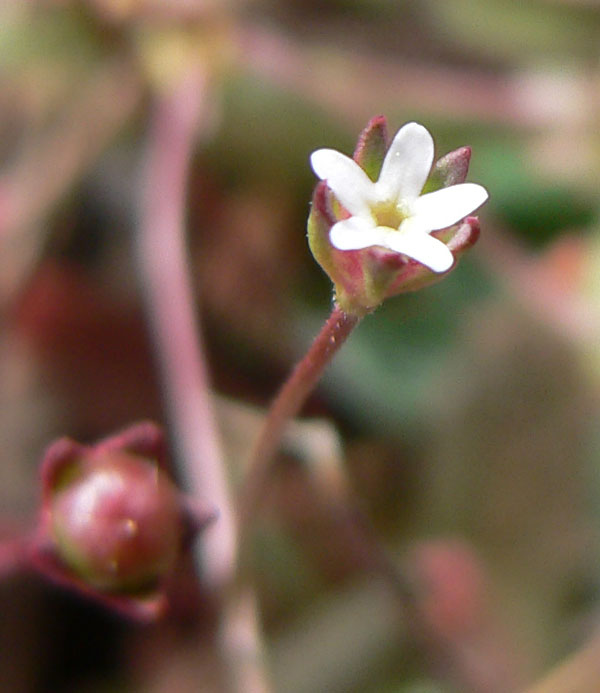
Květ pochybku severního

Pochybek severní (Androsace septentrionalis) je nenápadná, nízká, bíle kvetoucí bylina, druh rodu pochybek, která je v české přírodě ohrožená vyhynutím.

## Rozšíření
Druh vyrůstá v mírném až arktickém podnebném pásmu severní polokoule. Centrum jeho výskytu se nachází na severu evropské i asijské části Ruska (až po Jamal, Tajmyr, Čukotku), v Kazachstánu, Mongolsku i na severu Číny a Pákistánu. Rozšířen je také na severních územích Severní Ameriky (Aljaška, Yukon, Labrador) a téměř v celé Kanadě a severní polovině Spojených států amerických. Ve Střední Evropě se vyskytuje jen v izolovaných arelách.
V České republice roste jen na několika málo místech v severozápadních Čechách. V posledních desetiletích se jeho výskyt podstatně snížil, většina lokalit zanikla. Jednou z posledních lokalit výskytu je národní přírodní památka Rašovické skály.

## Ekologie
Areál výskytu je široký geograficky i výškově, vyskytuje se od mořského pobřeží až po subalpínský stupeň. Je poměrně teplomilný, ale protože je rostlinou s krátkou vegetační dobou, dokáže využít i nedlouhého léta jak v severně položených krajích, tak i ve vyšších nadmořských výškách.
Nejčastěji jej lze nalézt na místech jen s mírně zapojeným travním porostem, které se nacházejí v oblastech s vátými písky, v suchých stepích, v borových lesích, na úhorech s nevýživnou půdou i náspech okolo cest a železničních tratí.

## Popis
Drobná, jednoletá rostlina jenž nebývá vyšší než 25 cm. Z dlouhého tenkého kořene vyrůstá listová růžice a z ní obvykle více květných stvolů. Listy v listové růžici jsou přisedlé, kopinaté a bývají dlouhé 5 až 30 mm a široké 3 až 10 mm, v horní polovině jsou jemně zubaté. Listy i stvol porůstají jednoduchými i žláznatými chlupy.
Na stvolu vyrůstá okoličnaté květenství tvořené pěti až dvaceti bílými květy. Obal okolíku má malé, úzce kopinaté listeny, stopky květů bývají obloukovitě prohnuté a vždy o hodně kratší než stvol. Oboupohlavný květ má pětičetný, lysý, úzce zvonkovitý kalich se vzpřímenými, na vrcholu zašpičatělými lístky. Pět bílých podlouhlých lístků, dole srostlých a na vrcholu celistvých, vytváří trubku koruny která je o málo větší než kalich. Pět tyčinek má nitky se žlutými prašníky přirostlé zevnitř ke korunní trubce. Lysý svrchní semeník je vytvořen z pěti plodolistů a nese kratičkou čnělku s hlavičkovitou bliznou. Květy se otevírají v květnu a červnu a bývají opylovány létajícím hmyzem, nejčastěji mouchami, který v květech nachází nektar.
Plodem je černá nebo hnědá, kulovitá či zvonkovitá, pukající tobolka. Je velká asi 3 mm, lysá, pětidílná a obsahuje 14 až 20 podlouhlých, hnědých semen asi 1,5 mm velkých.
Rostlina se rozmnožuje výhradně semeny. Část z nich vyklíčí již na podzim a vyrostou z nich drobné listové růžice které přezimují, většina semen však klíčí až na jaře.

## Ohrožení
Pochybek severní je v České republice i v celé Střední Evropě ohrožován fyzickým zánikem vhodných stanovišť. Dochází k jejich zarůstání rozšiřující se vegetací nebo změnou půdního substrátu. K této situace dochází nejen v Česku, ale v celé Střední Evropě, např. na Slovensku již vymizel. Proto je tato málo konkurenceschopná rostlina v „Červeném seznamu cévnatých rostlin ČR“ i ve „Vyhlášce MŽP ČR č. 395/1992 Sb. ve znění vyhl. č. 175/2006 Sb“ zařazena mezi druhy kriticky ohrožené (C1), (§1).